# 吉江藩
吉江藩（よしえはん）は、越前国（現在の福井県鯖江市吉江町）に存在した藩。藩庁は吉江陣屋（吉江館）。

## 藩史
正保2年（1645年）、結城秀康の子で第3代福井藩主の松平忠昌が死去し、その跡を子の松平光通が継いだ。このとき、光通は異母兄の松平昌勝に5万石を分与（松岡藩）した。また同じく異母弟の松平昌親（吉江藩主当時の名乗りは昌明）に2万5000石を分与した。
昌明の2万5000石は越前国内各所に分散していたため、まず本拠地の選定を行わねばならなかった。慶安1年（1648年）、昌明は陣所を吉江に設置することを許可され、吉江藩が成立した。しかし、藩主は正保3年（1646年）から江戸に下向していたため、藩主の吉江入部を前に家臣団は吉江に移って藩政に関わる執務を行っていたとみられている。陣屋や町並みを整備し、明暦1年（1655年）6月、昌明が初入部した。従来の町に新しく整備した町をあわせて「十一口」、これを縦に並べて「吉江」としたとする伝承も残る。また、万治1年（1658年）には江戸鳥越に屋敷を拝領している。福井本藩からの独立性は薄く、完全独立経営に移行する前に廃藩となった。
延宝2年（1674年）に福井藩主であった兄・光通が死去すると、その遺言により昌明が本藩の家督を継いで福井藩主となり、昌親と改名した。これにより藩領は福井本藩に吸収合併され、吉江藩は廃藩となった。藩主所縁の地であることから、以降の吉江一帯は各種税を免除された。
昌親を祭る吉江神社が地元に残る。

## 吉江陣屋
藩庁が置かれた吉江陣屋（吉江館）は遺構はほとんど残らず、吉江藩館跡として記念碑のみが残っている。東西100メートル、南北120メートルほどの比較的小規模な陣屋と推定されているが、わずか30年ほどの使用であり、その後の土地改良などで実態はよくわからなくなっている。
地元である鯖江市杉本町の西光寺の表門は、元・吉江陣屋の表門を移築したものであり、これが確認されている現存する唯一の遺構となっている。
陣屋を中心に、七曲りと呼ばれたメインストリートを中心にした小さな町並みであったとされ、この七曲りは現在も道路として日常に使用されている。家中跡、制札場跡、大手門跡、その他、藩邸の使用水として整備された「榎清水」と呼ばれる湧水がある。

## 近松門左衛門
元禄期に活躍した代表的な人形浄瑠璃と歌舞伎の作者である近松門左衛門は、吉江藩の人とされることがある。本名を杉森信盛。福井藩士杉森信義の次男として承応2年（1653年）に生まれた。杉森信義は第3代福井藩主の松平忠昌に仕え、その没後は福井藩の分知により立藩された吉江藩で仕えた。
吉江藩主の昌明（のちの昌親）の吉江への入部は明暦元年（1655年）であり、吉江への入部以前は家臣団も福井に居住していたと考えられることから従来の通説では福井市生まれとされている。しかし、藩主の吉江入部を前に既に家臣団は吉江に移って藩政に関わる執務を行っていたとみられることが明らかになってきており、家臣団の一員である杉森信義も藩主入部以前から吉江に在住していたとみて、近松は鯖江市生まれであるとする説もある。
寛文4年（1664年）、近松11歳の時に父が吉江藩を辞し、京都に移るまでの数年間を吉江藩で育っている。地元の立待公民館には記念館が併設され、その他記念公園や銅像が設置されている。

## 歴代藩主
越前松平家
親藩 2万5000石
1. 昌明（昌親） 従四位下、兵部大輔、左近衛権少将（福井藩主就任時）